# Ft./ピースボール
「ft./ピースボール」（フィート／ピースボール）は、日本のバンド、FUNKISTのメジャー6枚目、通算10枚目のシングル。2010年4月28日にポニーキャニオンから発売された。

## 概要
- 前作から約1か月ぶりのリリースで、バンドとしては初の両A面シングル。
- 「ft.」は、テレビアニメ『FAIRY TAIL』オープニングテーマに起用され、前々作の「Snow fairy」に続いて、同アニメのタイアップとなった。
- 「通常盤」(PCCA-03157)と「FAIRY TAIL EDITION」(PCCA-03158)の2形態で発売され、「FAIRY TAIL EDITION」には、同アニメ第3期オープニングのノンテロップ映像を収録したDVDと、描き下ろしアニメジャケット4種（ナツ&ハッピー、ルーシィ&プルー、グレイ、エルザ）が封入されているほか、同アニメの原作者である真島ヒロと、当時『週刊少年マガジン』で『もう、しませんから。』を連載していた西本英雄が、それぞれ、ギターとコーラスで参加している「ft. (with 真島ヒロ、西本英雄)」が収録されている[2][3]。ちなみに、ボーカルの染谷西郷は、『週刊少年マガジン』の愛読者であり、『もう、しませんから。』において、真島がギターを弾けるということを知り、「ギターソロを弾いてほしい」と真島にビデオレターを送ってオファーを依頼したところ、それを快諾したという経緯がある[4]。なお、このバージョンは「FAIRY TAIL EDITION」にのみ収録[5]。

## 収録曲
- 全曲、作詞・作曲:染谷西郷　編曲:FUNKIST、松岡モトキ

### 通常盤
1. ft.
  - テレビ東京系アニメ『FAIRY TAIL』第3期オープニングテーマ[注 1]
  - 「ft.」というタイトルは、『FAIRY TAIL』の略称「FT」と、長さの単位である「フィート」からきている[6]。なお、元々は「ドラゴン・ダンス」というタイトルだったが、曲調から腑に落ちないということで、辞書を引いた際に見つけた「ft.」（フィート）を採用した[6]。
2. ピースボール
  - TBS系『スーパーサッカーJ』エンディングテーマ
  - サッカーをテーマにした曲で、ミュージック・ビデオには、フリースタイルフットボールチームの球舞が出演している。
3. メロディー (Acoustic ver.)
  - 染谷の友人が出演するミュージカル『ビリーブ』のために書かれた曲[6]。

### FAIRY TAIL EDITION
1. ft. (with 真島ヒロ、西本英雄)
2. ピースボール
3. メロディー (Acoustic ver.)

## 収録アルバム
- 『FUNKIST CUP』（#1、#2）

## その他
- 2011年2月27日に行われた、ブシロード主催のライブイベント『ブシロードカードゲームLIVE2011』に出演し[7][注 2]、「Snow fairy」と共に「ft.」を披露した。なお、このライブには真島と西本も出演した[8]。
- 「ft.」のコーラスに参加した西本英雄は、同曲のレコーディング現場に実際に出向き、真島がレコーディングに参加した様子を、自身の漫画『もう、しませんから。』において描いており[4]（単行本11巻収録）[9]、これがきっかけで「ft.」へのコーラス参加に至った。